# Японский ультиматум Германии
Японская империя предъявила свой ультиматум к Германии 15 августа 1914 года. Германия проигнорировала данный ультиматум, что стало поводом для объявления со стороны Японии войны Германии 23 августа 1914 года.

## Предыстория
После начала Первой мировой войны, японское правительство колебалось: вступать ли в войну, а если вступать, то на чьей стороне. Япония сохраняла относительно дружественные отношения со всеми участниками конфликта, но только с Великобританией она имела союз. После вступления в войну Великобритании и осознания японским правительством потенциальной геополитической выгоды от приобретения немецких территорий в Азии, Япония решила поддержать действия своего союзника.
15 августа Япония объявила Германии ультиматум, не согласовывая свои действия с Великобританией. Като Такааки отправил временному поверенному в делах Японии в Берлине Фунагоси телеграмму с текстом ультиматума, который поручалось передать германскому министру иностранных дел Готлибу фон Ягову. Не уверенный в том, что телеграф с Берлином сработает, Като также направил копии японским послам в США, Швеции и ряду других стран, для передачи через дипломатические каналы этих стран в Берлин.

## Текст
Японское правительство, принимая в серьезное соображение настоящее положение и в результате исчерпывающего обмена мнениями с британским правительством в целях укрепления и поддержания общего мира в Восточной Азии, что составляет одну из целей англо-японского союза, пришло к решению принять в силу этого необходимые меры совместно с Великобританией. Но прежде чем принять такие меры, японское правительство сочло соответственным обратиться к германскому правительству с дружеским предложением, которое было сообщено ему с вытекающими из него последствиями 15 августа 1914 года.
1. Все германские военные суда должны быть немедленно удалены из вод, находящихся в соседстве Японии и Китая; суда, которые не могут быть удалены, должны быть разоружены.
2. Германское правительство должно без всяких условий и без компенсаций передать японским властям всю арендованную территорию Цзяо-Чжоу до 16 сентября 1914 года в целях возвращения её Китаю.
Японское правительство объявило германскому правительству, что если ответ о безусловном принятии вышеуказанного предложения не будет получен до полудня в воскресенье 23 числа сего месяца, то японское правительство оценит подобный образ действий так, как оно признает это необходимым.
Существует искренняя надежда, что вышеуказанное предложение со столь широко данным временем для ответа — будет принято германским правительством. Но если, к несчастью, германское правительство не примет предложения японского правительства, то последнее будет вынуждено принять необходимые меры, дабы выполнить свои задачи.
Причины, которые повели императорское правительство к решению занять данную позицию, имеют, как уже указано, свое основание не в чём ином, как в желании оградить совместные интересы Японии и Великобритании, изложенные в англо-японском союзе и имеющие в виду укрепление постоянного мира в Восточной Азии, причём японское правительство не имеет никоим образом намерения вступить на путь политики территориальной экспансии или какой-либо иной эгоистической задачи. Соответственно этому, императорское японское правительство имеет решение уважать с наибольшею тщательностью интересы третьих держав в восточной Азии и ни в малейшей степени не нарушать их.

## Реакции
- Напряжённую реакцию японский ультиматум к Германии вызвал в США. Так, в статье «The New York Times» заявлялось: «вступление Японии в войну не может быть никак оправдано англо-японским союзом, так как германские суда и база в Циндао с гарнизоном в 3500 человек не подрывали мир на Дальнем Востоке и в районе Индии. Единственный мотив, которым можно объяснить это неожиданное и поразительное решение Японии, следует искать в целях и амбициях японского правительства, которое трудно назвать бескорыстными.»[1]. Однако были и те, кто оправдывал действия Японии. Один из читателей «The New York Times» написал в газету, что «двадцать лет назад Германия поддержала Россию в ультимативном требовании покинуть Порт Артур, который через 10 лет японцы вернули себе, заплатив за это огромное число жизней. А как бы поступили мы, американцы, если какая-нибудь европейская держава построила свою военную базу на берегах Мексиканского залива?»[3].
- В Китае ультиматум также вызвал враждебные настроения. Китайское правительство обратилось за советом к Великобритании — как быть, если Берлин вернет непосредственно ему концессию Цзяо-Чжоу. Великобритания заявила, что передача не будет признана, поскольку Германия воспользуется нейтралитетом Китая в своих целях[1].
- Россия отреагировала положительно, поскольку её дальневосточный тыл был бы в безопасности. Кроме того, расширение Японии за счёт германских владений соответствовало интересам России. В британской газета «The Times» отмечалось, что «Есть все основания считать, что вмешательство Японии в войну одобрено с таким же чувством удовлетворения Россией, некогда уважаемым противником, а ныне её преданным другом»[1].
- Великобритания была обескуражена шагом своего союзника, поскольку она договаривалась с Японией об отсрочке объявлении войны, тогда как ультиматум прямо вёл к войне. Кроме того была обеспокоенность, поскольку Германия могла действительно принять условия ультиматума. Като успокоил Лондон — он объяснил, что весьма маловероятно, чтобы Берлин принял условия ультиматума. Кроме того, японские корабли уже ждали момента для высадки десанта в Циндао[3].
- Сама же Германия посчитала условия ультиматума слишком неприемлемыми и проигнорировала его. Когда стало известно о японском ультиматуме, немецкая общественность была крайне возмущена: шаг Токио был осужден как «рейдерский захват», японская политика — как неискренняя, лицемерная и вероломная. Общественное мнение считало, что Япония, имела все основания быть благодарной немцам за всё то, что было «сделано хорошего» для страны со времен прусско-японского договора о дружбе и торговле 1861 года. Уже в августе 1914 года началась пропагандистская кампания против Японии, которая, с одной стороны, была направлена против японского «национального характера», который теперь «разоблачён», а с другой стороны изображала страну как «соблазненную» Великобританией[5]. Макс Гофман, немецкий дипломат, в своём сочинении отметил, что причиной ультиматума послужила тройственная интервенция:

У нас тогда думали, что нашей дипломатии удастся удержать Японию от вступления в ряды наших врагов. Если бы нашему Министерству иностранных дел удалось это выполнить, то русские были бы вынуждены, по крайней мере, часть своих восточносибирских войск оставить на Дальнем Востоке.
Сам я, во всяком случае, не мог подавить в себе некоторого беспокойства насчет наших отношений с Японией. 
Я невольно вспоминал мнение, высказанное весной 1904 года тогдашним японским военным министром Тераучи. Про него говорили, будто он к нам, немцам, не очень расположен. Как-то на одном обеде речь зашла именно об этом. Тераучи признал, что это так, но добавил, что он имел в виду не германских военных, а германскую политику, так как на Германии лежит доля ответственности за ту войну, которую ныне Япония должна вести против России.
«В 1894 году мы взяли у китайцев Порт-Артур и владели им, – сказал Тераучи. – Ультиматум Германии, России и Франции вынудил нас вернуть Порт-Артур китайцам; что Россия прибегла к ультиматуму – это было понятно: она сама стремилась в Порт-Артур и в незамерзающий порт Дальний; что Франция поддержала Россию – это было естественно, ибо она была с нею в союзе. Но какое вам было до этого дело?». 
Над этим вопросом я призадумался, когда узнал, что тогдашний наш посланник в Токио (насколько мне стало известно, не в очень ловкой форме и без соответствующих инструкций из Берлина) позволил своим более умным коллегам из Парижа и Петербурга при передаче ультиматума выдвинуть на первый план себя. 
Я вспоминал, как зимой 1905 года я остановился с женой около чайного домика в Симоносеки – городке, в котором подписан был японо-китайский мир, – и как я с опасением сказал: «Будем надеяться, что нам за эту глупость не придется когда-нибудь платить». 
К сожалению, мои опасения сбылись: японский ультиматум, вызвавший у нас такую бурю негодования, явился буквальным переводом ультиматума 1894 года, только вместо слов «Порт-Артур» теперь поставлено было «Цзяо-Чжоу»— Гофман М. «Война упущенных возможностей». — СПб.: ООО «Редакционно-издательский центр „Культ-информ-пресс“», 2017